# Taman Siswa
De Taman Siswa ('Tuin van Leerlingen') was een antikoloniale onderwijsbeweging in Nederlands-Indië, opgericht door de Javaanse edelman Raden Mas Soewardi Soerjaningrat, ook bekend als Ki Hadjar Dewantara (1889–1959), in juli 1922. 

## Oprichter
Ki Hadjar Dewantara was actief lid van de nationalistische beweging, oprichter van de Partai Indonesia en lid van de Sarekat Islam, de eerste politieke partij in Nederlands-Indië met Indonesisch nationalistisch gedachtegoed. Hij propageerde het gebruik van Westerse methoden om de Nederlanders te bestrijden. Gedurende zijn verbanning naar Nederland (1913–1918) raakte hij ervan overtuigd dat het versterken van de culturele wortels van zijn volk door 'nationalistische' educatie een effectief middel zou zijn tegen de invloed van het kolonialisme. Beïnvloed door de onderwijskundige theorieën van Maria Montessori en Rabindranath Tagore ontwierp Dewantara het Taman Siswa schoolsysteem, gebruik makend van de steun van vele mede-nationalisten.

## Principes
Taman Siswa is diep ingebed in de geschiedenis van Indonesië’s strijd voor onafhankelijkheid. De oprichting ervan werd beschouwd als een keerpunt in de onafhankelijkheidsbeweging. Taman Siswa maakte gebruik van lokale wijsheid, terwijl de andere antikolonialistische campagnes gebruikmaakten van buitenlandse stromingen en leuzen, zoals Karl Marx’s socialisme en de Franse principes van ‘vrijheid, gelijkheid en broederschap’.
Taman Siswa was gebaseerd op 7 principes: 
- Tutwuri Handayani: leraren moeten hun leerlingen verzorgen en aanmoedigen om zich te ontwikkelen;
- Vrijheid voor alle mensen om zichzelf te ontwikkelen;
- Onderwijs moet in lijn zijn met de lokale cultuur;
- Onderwijs voor iedereen;
- Zelfvertrouwen;
- Zelffinanciering;
- Leraren zijn gemotiveerd om naar hun leerlingen uit te reiken en hen te bereiken.

## Curriculum
Het curriculum omvatte lessen in Javaanse ethiek, traditioneel handwerk, dans en muziek en ook Westerse onderwerpen. Het belangrijkste dat door Taman Siswa werd onderwezen was, dat studenten moesten vertrouwen op zichzelf, niet op de koloniale Nederlanders. Leerlingen die zich aansloten bij de school werden bekendgemaakt met de nationale cultuur via spel en liedjes. Zij sliepen in slaapzalen onder toezicht  van leraren. Meisjes werd gezegd om hun talenten te ontwikkelen omdat zij moeders zouden worden met specifieke taken. Alle leerlingen kregen onderwijs in literatuur en taal. Ze werden ook geschoold in godsdienst. Traditioneel handwerk vormde een onderdeel van de opleiding met als doel, onafhankelijkheid en persoonlijkheid te ontwikkelen. 'Iemand die iets maakt met zijn handen is beter dan iemand die de gedachten van anderen copieert', aldus een Taman Siswa slogan.

## Verspreiding
De oprichting van Taman Siswa ondervond weerstand vanuit het Nederlandse koloniale bewind. Ki Hadjar Dewantara publiceerde Wasita magazine om zijn ideeën uit te leggen. Binnen 8 jaar had Taman Siswa 40 scholen geopend, waaronder drie in Oost-Sumatra en vier in Oost- en Zuid-Kalimantan, met een totaal van 5140 leerlingen. In de late dertiger jaren leidde de Taman Siswa beweging 207 scholen op Java, Sumatra en Kalimantan. 
Na de onafhankelijkheid bleef Taman Siswa bestaan als toevoeging aan het staatsschoolsysteem. Ki Hadjar Dewantara behield het leiderschap tot zijn dood in 1959. Als minister van onderwijs hielp hij de onderwijspolitiek van het moderne Indonesië vorm te geven.